# Héliport de Gozo
Pour les articles homonymes, voir GMZ.
L'héliport de Gozo (code IATA : GZM • code OACI : LMMG) est le seul héliport de Gozo. Il est situé sur le territoire du kunsill lokali - conseil local de Xewkija sur Gozo. Il occupe l'emplacement de l'aérodrome de la RAF de ta' Lambert.
Il est encore connu par la population comme l'héliport de Xewkija il est situé à 4 kilomètres de Rabat - Victoria.

## Situation
| Aéroport international Gozo Comino |

## Histoire
L'héliport est construit en 1996, pratiquement à l'emplacement du terrain militaire ta' Lambert utilisé par les alliés en 1943 pour l'opération Husky sur la Sicile, pour faciliter les vols assurés par la compagnie Air Malta Charter (filiale d'Air Malta) entre 1990 et octobre 2004 à partir de l'aéroport de Malte, date à laquelle les deux hélicoptères Mil Mi-8 ont été retirés du service. La compagnie espagnole Helicopteros del Sureste a repris les liaisons entre mars 2005 et octobre 2006 avec des Eurocopter AS365 Dauphin ou des Bell 412EP.
Aujourd'hui, l'héliport sert à la Protezzjoni civili la Protection civile de Malte, de piste de secours pour le groupe aérien des Forces armées de Malte ou de terrain d'évolution pour le club d'ULM Island Microlight Club.

## Équipements
L'héliport comprend un bâtiment servant de terminal avec un parking et un poste de sécurité incendie.
La piste est composée de deux emplacements bétonnés 22x22 m reliés par une piste en asphalte de 130 m de long par 22 m de large, offrant une surface totale de 174 m par 22 m.
L'héliport ne comprend aucune tour pour contrôler le trafic occasionnel en VFR (vol à vue) sous la surveillance de la tour de contrôle de aéroport de Malte.
Des vols à la demande sont assurés par Gozo Helicopter Services basée à l'héliport de Gozo.